# John Closterman

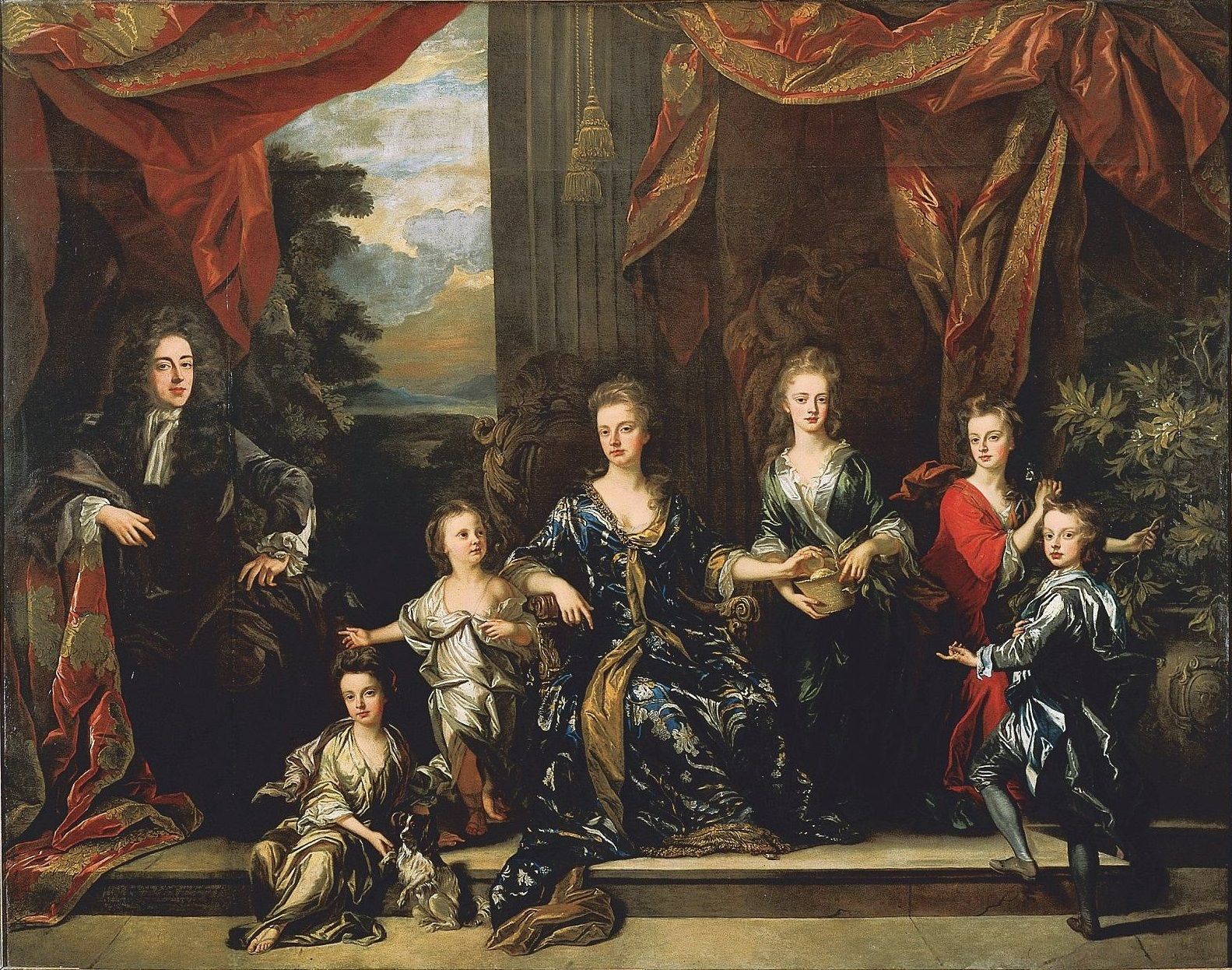
Una pintura posterior de la família Marlborough de John Closterman. A l'esquerra del duc hi ha Elisabet, Maria, la duquessa, Henrietta, Anna i Joan.

John Closterman   (Osnabrück, 1660 - Londres, 24 de maig de 1711) (també escrit Cloosterman, Klosterman) va ser un retratista de Westfalia de finals del segle xvii i principis del XVIII. Els seus súbdits eren majoritàriament nobles europeus i les seves famílies.

## Carrera
Nascut a Osnabrück al Sacre Imperi Romanogermànic (ara a la Baixa Saxònia ), Closterman era fill d'un artista que li va ensenyar els rudiments del disseny.
El 1679, Closterman va anar a París i va treballar amb François de Troy. El 1681 va marxar a Anglaterra. Va treballar per a John Riley, pintant les cortines dels retrats de Riley
Quan Riley va morir el 1691, Closterman va acabar diversos dels seus retrats. A causa del seu treball en els retrats de Riley, Charles Seymour, sisè duc de Somerset, el va contractar per crear algunes pintures. Tanmateix, Somerset va quedar insatisfet amb un retrat del pintor italià Guercino que Closterman li havia pintat, posant fi a la relació. Lord Halifax finalment va comprar el retrat.
El 1696, Closterman va ser convidat a la cort d'Espanya, on va pintar un retrat de Carles II de Castella, la seva esposa, Mariana d'Àustria i alguns altres. També va viatjar a Itàlia dues vegades, on va comprar diverses obres d'art. Quan va tornar a Anglaterra, Closterman va trobar una gran demanda pels seus serveis entre l'elit social.
En aquest moment, es va casar amb una anglesa, Hannah; va morir i va ser enterrada el 27 de gener de 1702. Segons Arnold Houbraken, Closterman va prendre més tard una mestressa que li va robar gran part de la seva propietat i després el va deixar. La seva marxa suposadament va precipitar el declivi físic i mental de Closterman. Jacob Campo Weyerman, que va agafar gran part del seu material biogràfic d'Houbraken, afirma que «Closterman s'havia endut una bella mestressa que, mentre estava fora al país, li va robar els seus objectes de valor i va desaparèixer, accions que van portar el pintor a la bogeria».
Closterman va morir el 1711 i va ser enterrat al cementiri de Covent Garden a Londres.

## Obres

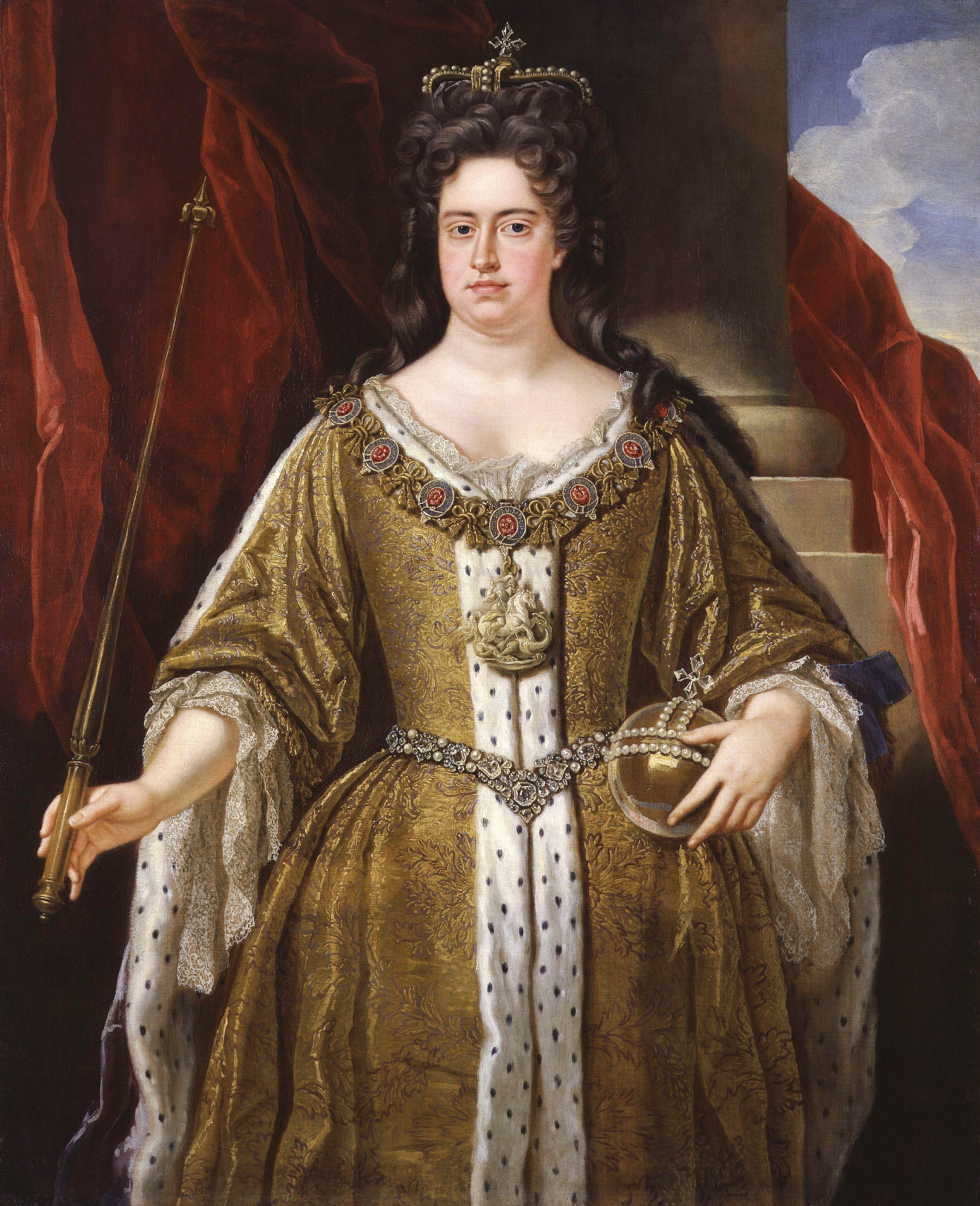
Reina Anna, c. 1702

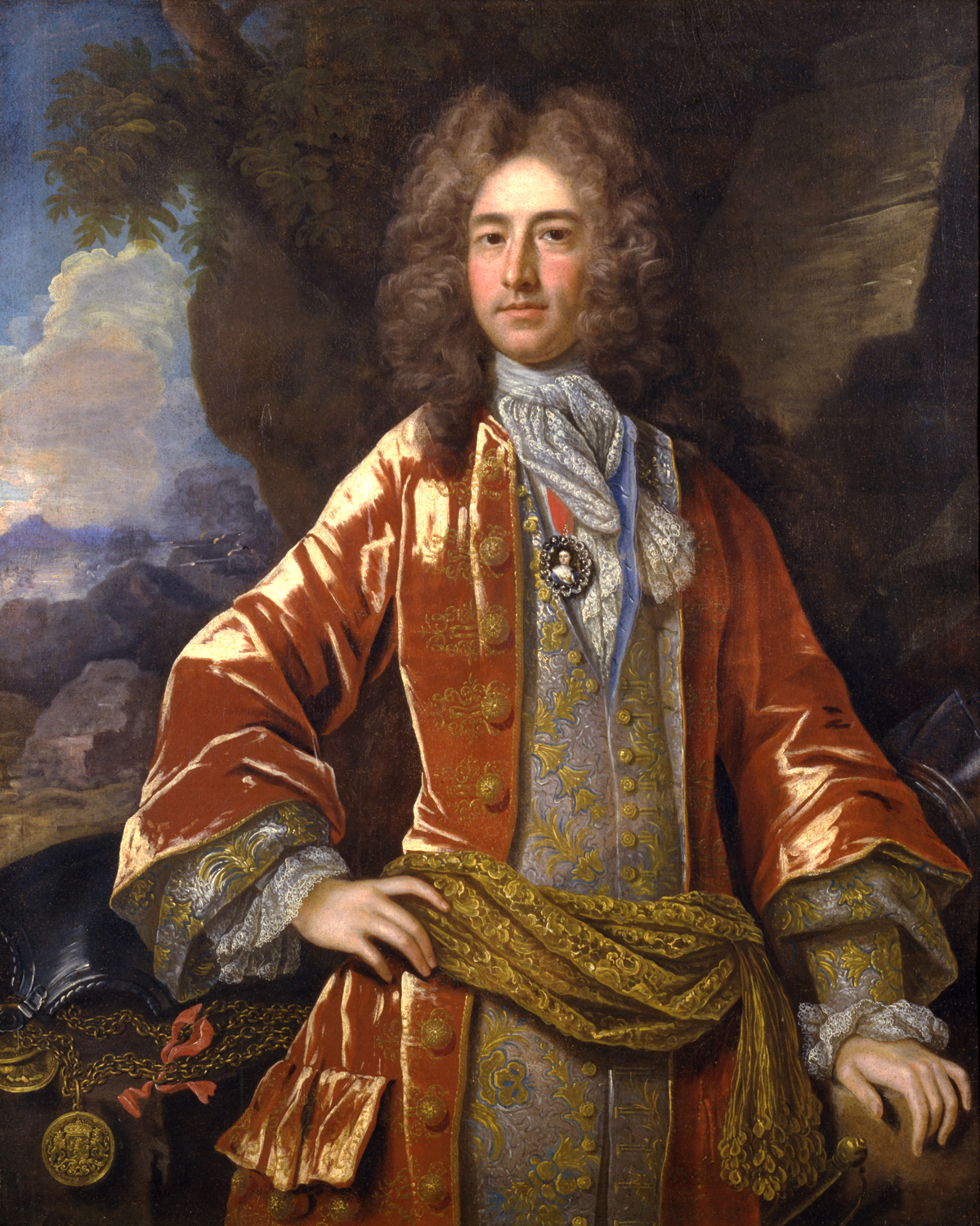
Daniel Parke II de John Closterman, oli sobre tela, 1706, a la col·lecció de la Virginia Historical Society

El 1702, Closterman va pintar un retrat sencer d'Anna, reina de Gran Bretanya amb la seva túnica de coronació, amb una corona i portant l'orbe i el ceptre. El retrat de la reina Anna es va exposar originalment al Guildhall de Londres. El retrat ha desaparegut, però un estudi forma part de la col·lecció de la National Portrait Gallery de Londres.
Closterman també va pintar un retrat familiar de John Churchill, primer duc de Marlborough i la seva dona, Sarah Churchill, duquessa de Marlborough, amb els seus cinc fills: John Churchill, marquès de Blandford, Henrietta Godolphin, segona duquessa de Marlborough, Lady Ann, Lady Elizabeth, i Lady Mary Churchill.
En el retrat de Churchill, la família està reunida sota una rica cortina penjant en una tarima elevada; totes les figures són a mida natural. Closterman probablement va pintar el retrat a principis de 1698. Suposadament, Closterman va tenir tantes disputes amb Sarah Churchill que el seu marit va comentar: «M'ha donat més problemes per reconciliar la meva dona i tu que per lluitar en una batalla». La història està explicada per Horace Walpole.
El retrat de Churchill forma part ara de la col·lecció del Palau de Blenheim a Oxfordshire.

## Identitat
Durant molts anys, John Closterman i el seu germà artista John Baptist Closterman s'han combinat en biografies, com les del Dictionary of National Biography i l' Encyclopedia Britannica. Un article de JD Stewart a The Burlington Magazine estableix el rècord, citant el testament de John Closterman, que va deixar part del seu patrimoni al meu estimat i estimat germà John Baptist.